# Carex brasiliensis
Carex brasiliensis är en halvgräsart som beskrevs av Augustin François César Prouvençal de Saint-Hilaire 1833.
Carex brasiliensis ingår i släktet starrar och familjen halvgräs. Inga underarter finns listade i Catalogue of Life.